# Ondurmã
Ondurmã (Omdurman) é um dos sete distritos do estado de Cartum e a maior e mais populosa cidade do Sudão. Situa-se à margem oeste do rio Nilo, em frente à capital nacional, Cartum. Possui uma população de 2 395 159 habitantes, de acordo com o último censo do país realizado em 2008. É o centro de comércio nacional. Juntamente com Cartum, forma o coração cultural e industrial da nação.

## História

### Primórdios
Em 1884, Maomé Amade, conhecido como "o Mádi", fez o seu quartel-general militar na aldeia de Ondurmã. Os conflitos que se seguiram ao longo dos quinze anos seguintes tornaram-se conhecidos como a "Guerra Madista". Após a derrota dos defensores sitiados de Cartum, em 1885, o sucessor de Mádi, Abedalá Califa ibne Maomé, fez de Ondurmã sua capital.
A cidade, agora o local do túmulo do Mádi, cresceu rapidamente. No entanto, em 1898, na batalha de Ondurmã, (que realmente aconteceu na aldeia vizinha de Kerreri), Lord Kitchener decisivamente derrotou as forças madistas, garantindo o controle britânico sobre o Sudão. Califa foi morto.
Lord Kitchener restaurou Cartum e transferiu a sede da capital para esta cidade. Entretanto, de 1899 até 1956 o Sudão foi co-regido pela Grã-Bretanha e Egito. Embora a maior parte da cidade tenha sido destruída na batalha, o túmulo de Mádi foi conservado e mais tarde, restaurado e reformado.

### História recente
Em 2008, a cidade foi palco de um conflito. Em 10 de maio deste ano, o grupo rebelde de Darfur, intitulado Movimento Justiça e Igualdade, mudou-se para a cidade, onde engajaram em pesados combates com forças do governo sudanês. O objetivo do grupo era derrubar o governo de Omar Hassan al-Bashir.

## Infraestrutura

### Saúde
Em um país dilacerado por guerras e pobreza, a saúde fragilizada é refletida pela ausência de hospitais nas cidades do Sudão. Em Ondurmã não é diferente. Apesar de ser uma cidade densamente populosa, apenas pequenas clínicas privadas especializadas estão presentes por toda a cidade. Entre os poucos hospitais, os mais notáveis incluem:
- Hospital de Ondurmã, um hospital público com um centro de emergência;
- Hospital Nilo Azul, um hospital privado;
- Aldayat Hospital, um hospital público especializado em gravidez e parto;
- Alsilah Altiby, um hospital militar;
- Hospital Altigany Almahy, um hospital público histórico especializado em distúrbios psicológicos e mentais.